# Parobisium magnum
Parobisium magnum är en spindeldjursart som först beskrevs av Chamberlin 1930.  Parobisium magnum ingår i släktet Parobisium och familjen helplåtklokrypare.

## Underarter
Arten delas in i följande underarter:
- P. m. chejuense
- P. m. magnum
- P. m. ohuyeanum